# Zasłonak damasceński
Zasłonak damasceński (Cortinarius damascenus Fr.) – gatunek grzybów należący do rodziny zasłonakowatych (Cortinariaceae).

## Systematyka i nazewnictwo
Pozycja w klasyfikacji według Index Fungorum: Cortinarius, Cortinariaceae, Agaricales, Agaricomycetidae, Agaricomycetes, Agaricomycotina, Basidiomycota, Fungi.
Synonim: Hydrocybe damascena (Fr.) Wunsche.
Nazwę polską podał Andrzej Nespiak w 1981 r.

## Morfologia
Kapelusz
Średnica 5–8 cm, początkowo wypukły, potem płasko rozpostarty. Jest wyraźnie higrofaniczny; w stanie wilgotnym ciemnobrązowy, w stanie suchym jasnobrązowy, na środku ochrowy. Na brzegu kapelusza pozostałości srebrzystej zasnówki.
Blaszki
Bardzo szerokie (do 13 mm), o nieregularnie postrzępionych ostrzach.
Trzon
Wysokość do 7–8 cm, grubość 1–2 cm, cylindryczny, z korzeniastą bulwą o średnicy do 2,5 cm. Powierzchnia drobnowłókienkowata, biaława, matowa z biaława zasnówką. Brak pierścienia.
Miąższ
Cienki, białawy, bez wyraźnego zapachu i smaku.
Cechy mikroskopijne
Wysyp zarodników rdzawobrunatny. Zarodniki eliptyczne, brodawkowate 8–9 × 4,5–5 μm.

## Występowanie i siedlisko
Znany jest tylko w Europie. Jest rzadki. W piśmiennictwie naukowym na terenie Polski do 2003 r. podano 2 stanowiska.
Grzyb mikoryzowy. Rośnie na ziemi, w lasach wśród mchów.